# Мігель Альварес Посо
Мігель Альварес Посо (ісп. Miguel Álvarez Pozo, 26 листопада 1949 — 31 травня 2016) — кубинський баскетболіст.
Бронзовий призер Олімпійських Ігор 1972 року.